# 율리에즈 버스
율리예즈 버스(영어: Heuliez Bus)는 프랑스의 자동차 메이커이다.
본래 르노(프랑스어: Renault)에서 버스를 생산했지만 1978년에 버스 부문과 분리되면서 르노 버스(영어: Renault Bus)로 회사를 설립 했으며 1999년에 이베코와 합작으로 이리스버스를 설립했다. 2001년에 이베코에 피합병되었고 2002년에 현재의 사명으로 재설립 했다. 이 회사의 경우 주로 버스를 제조한다.

## 사진

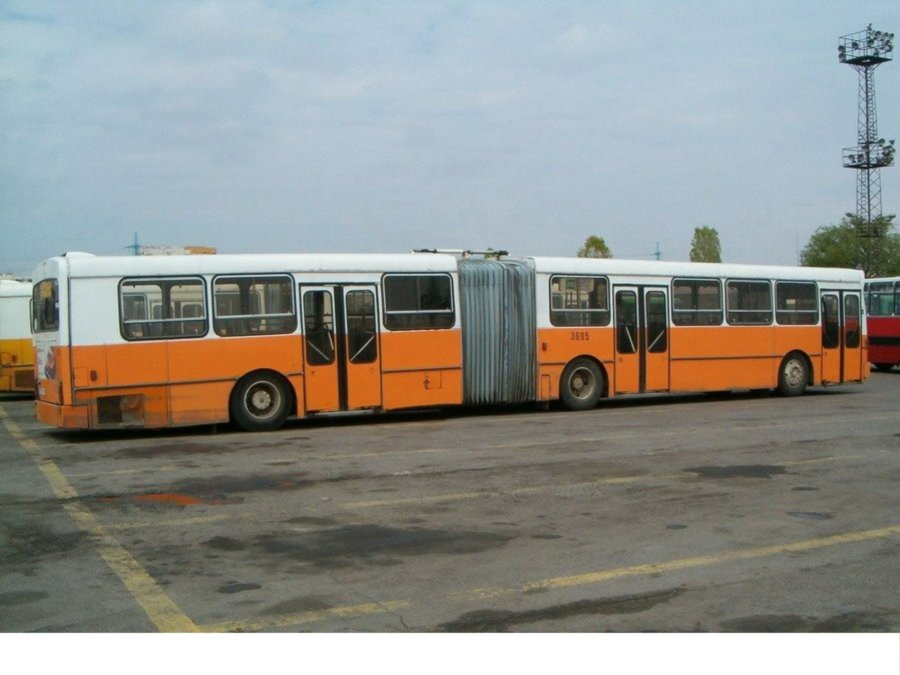
Heuliez O305G
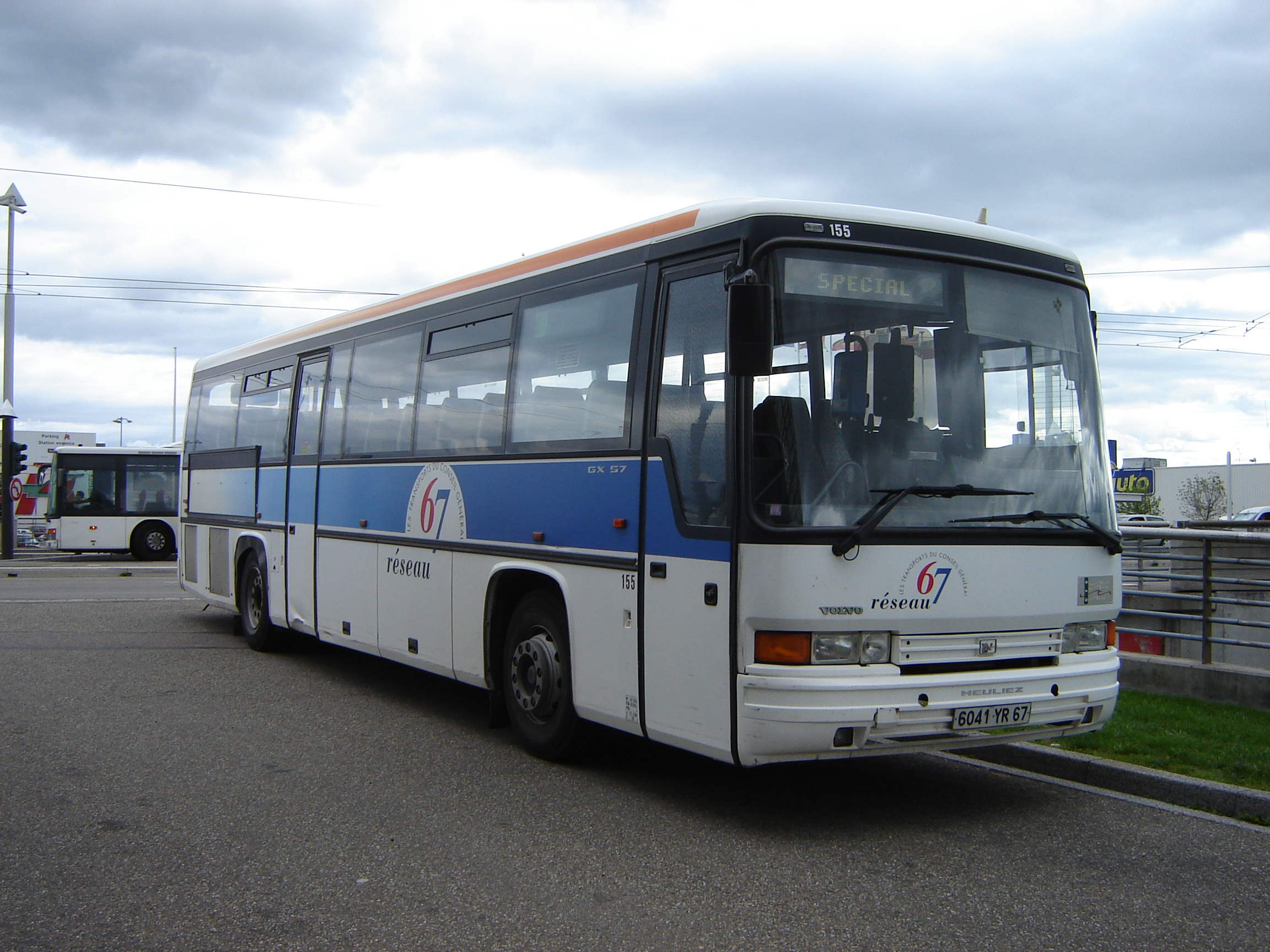
Heuliez GX 57
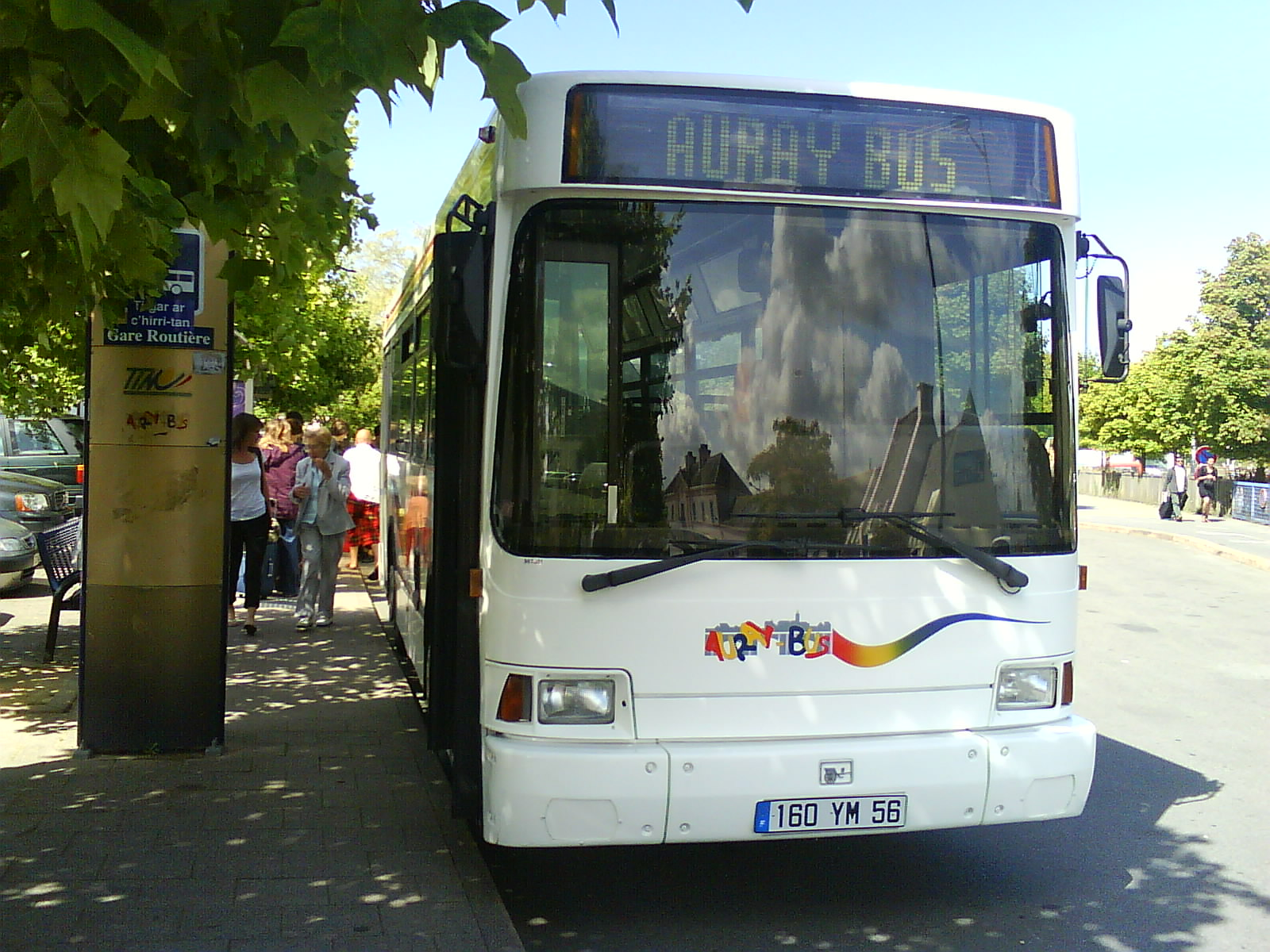
Heuliez GX 77H
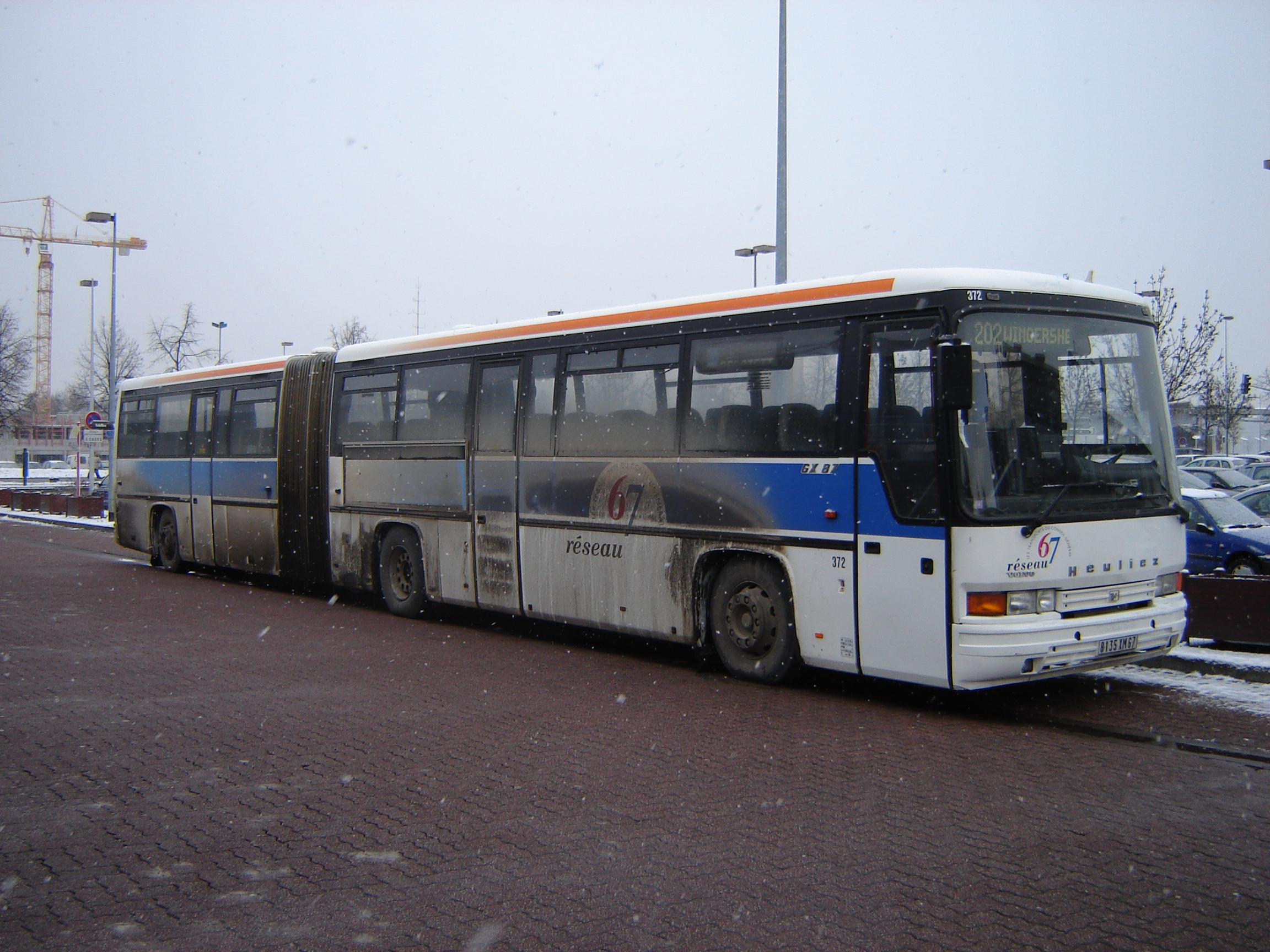
Heuliez GX 87
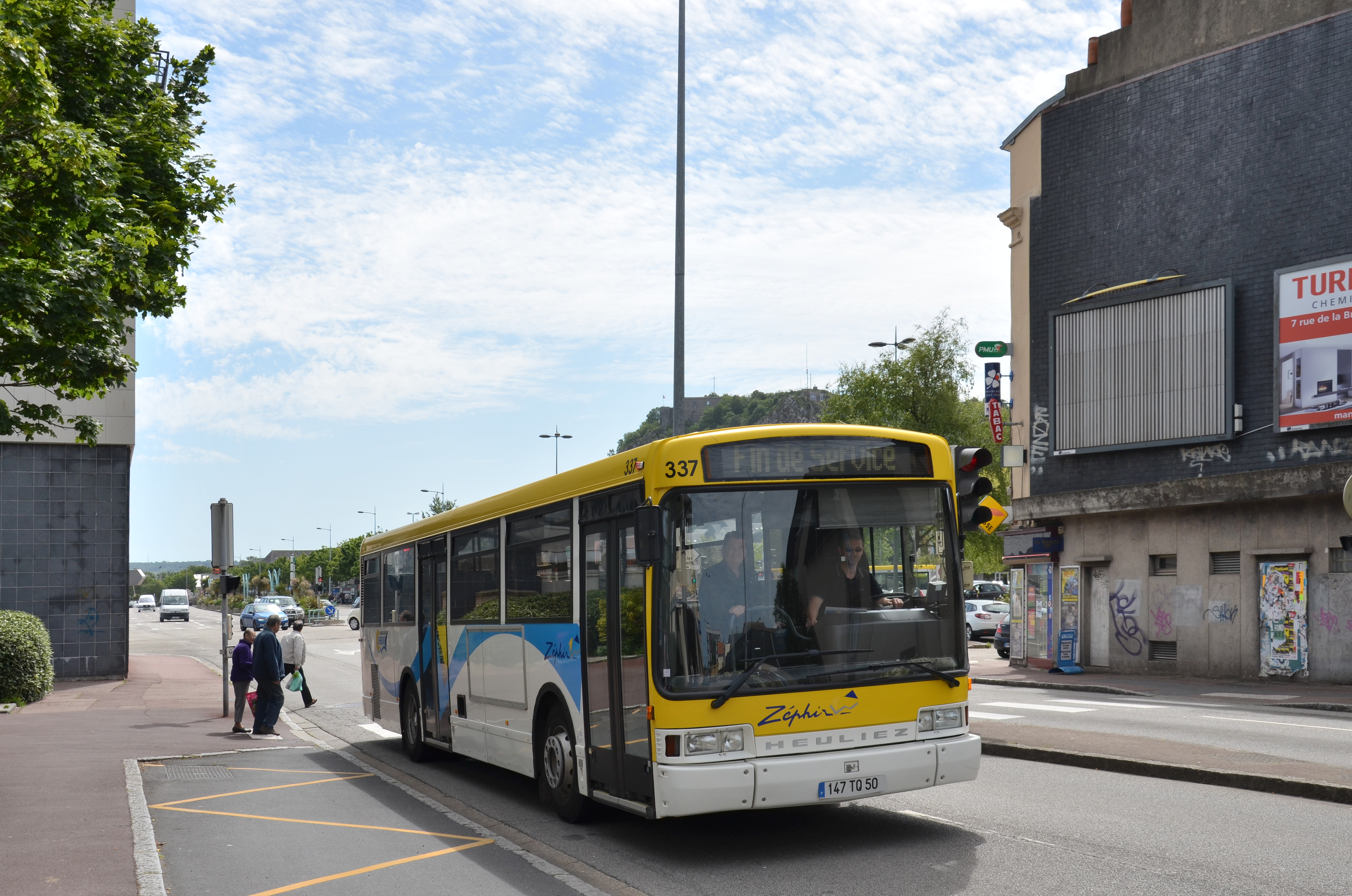
Heuliez GX 107
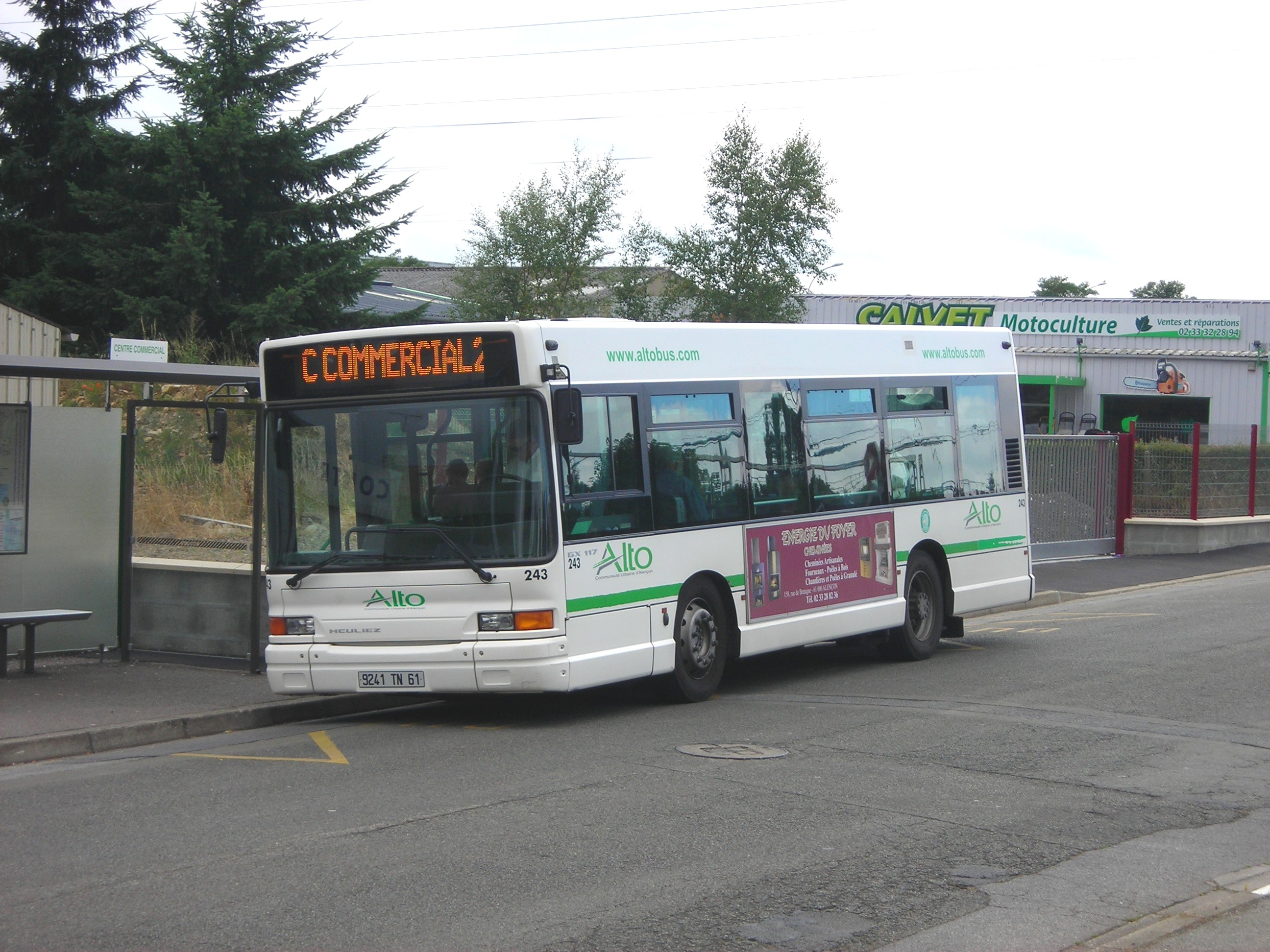
Heuliez GX 117
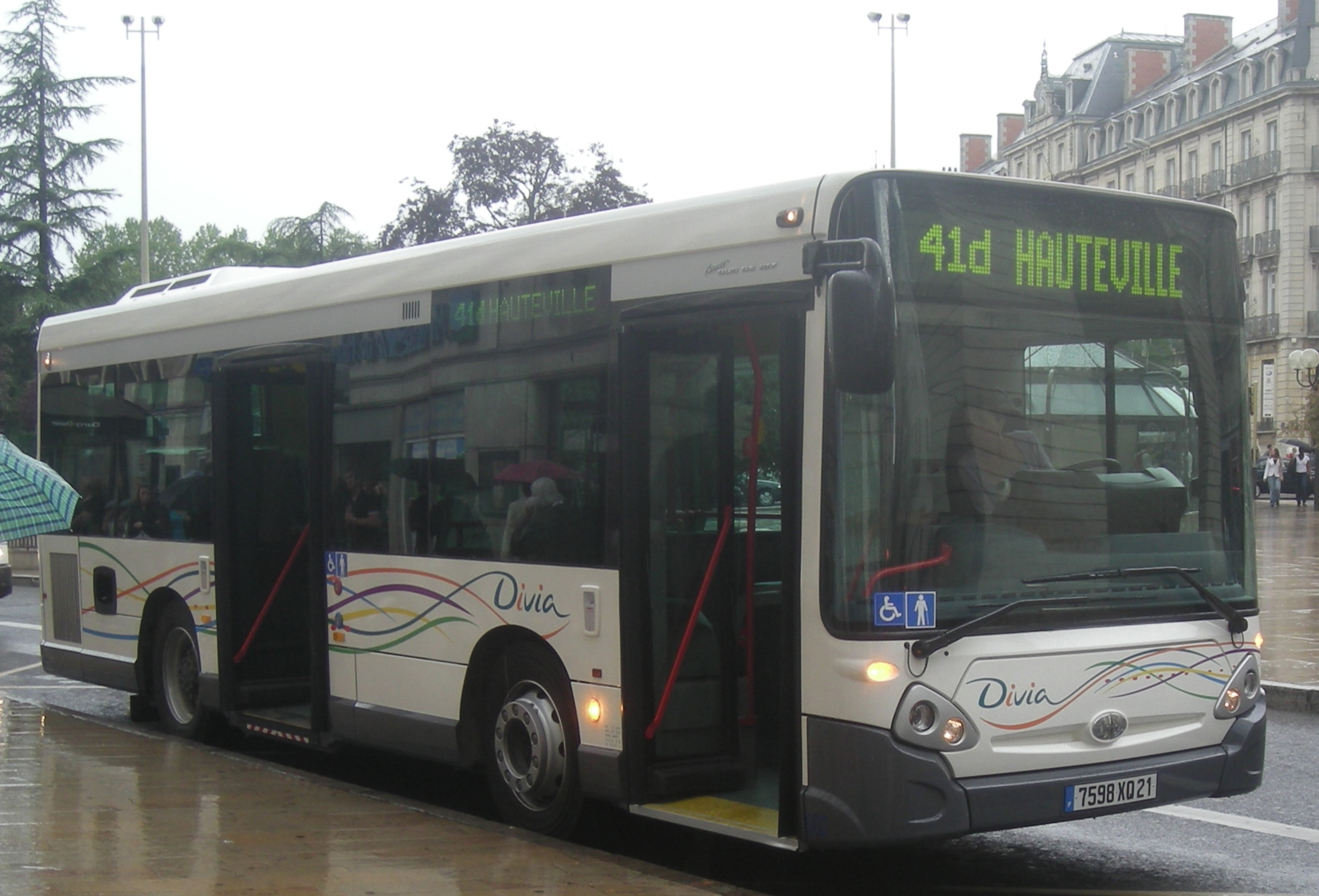
Heuliez GX 127
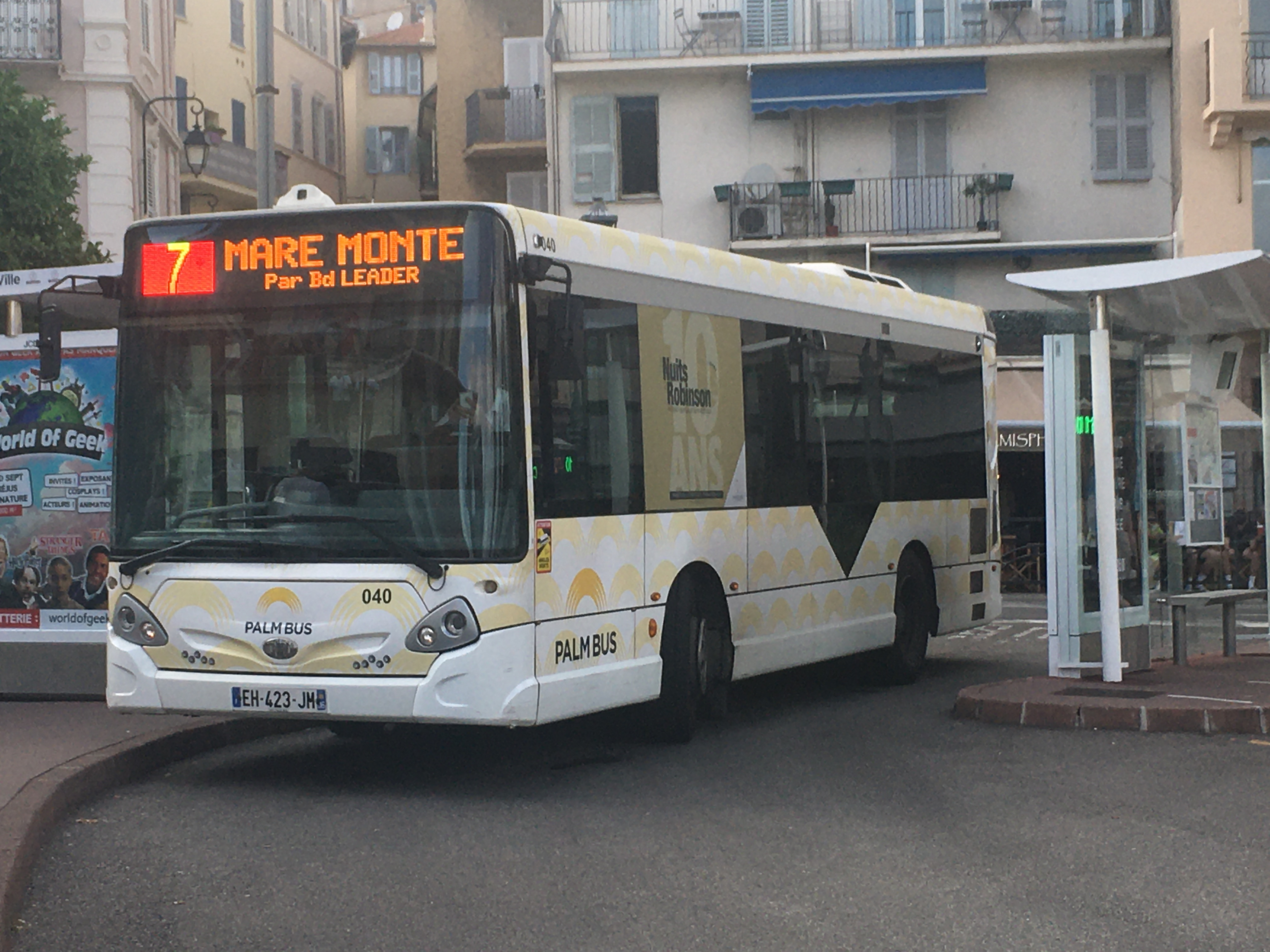
Heuliez GX 137
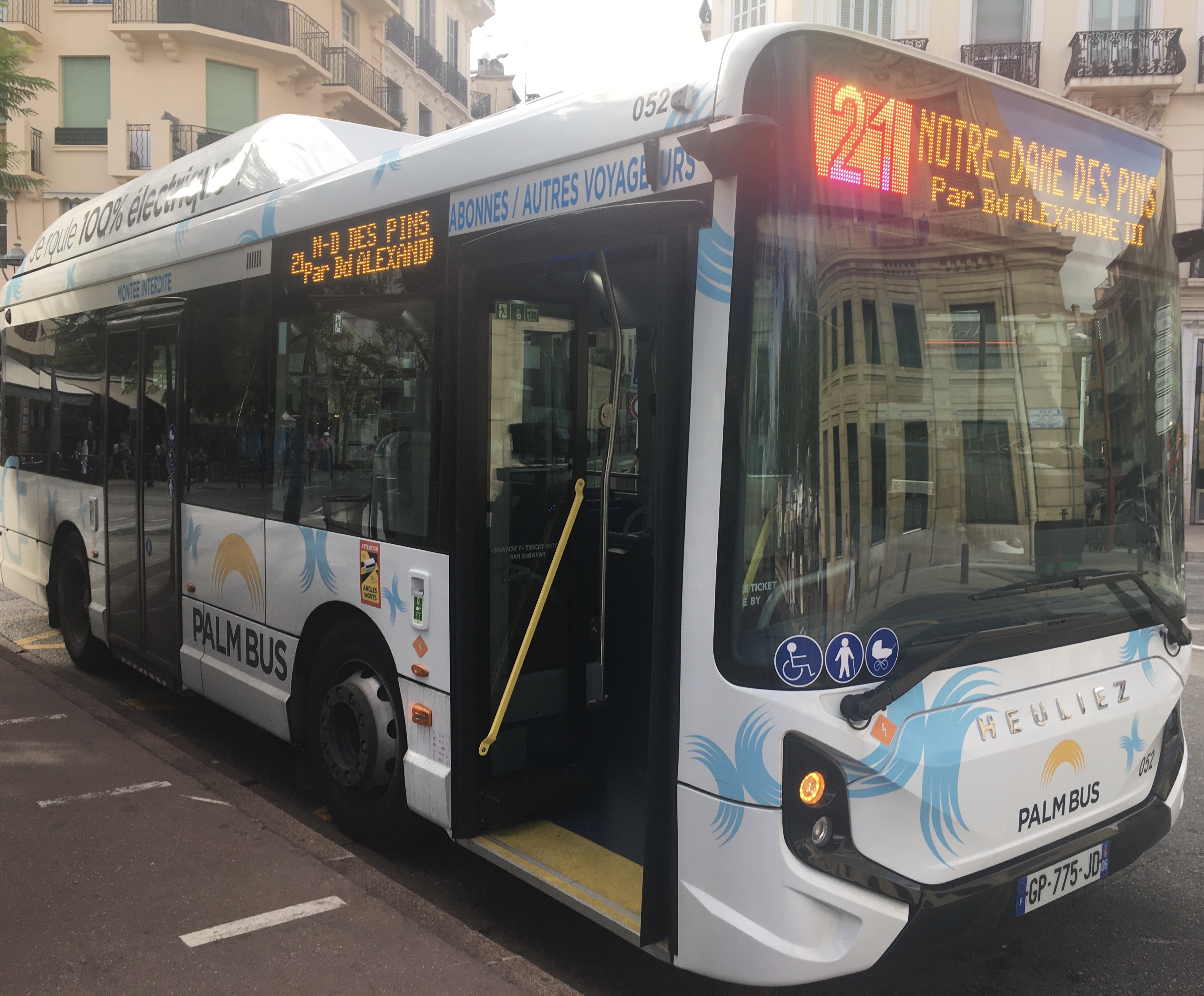
Heuliez GX 137 LE
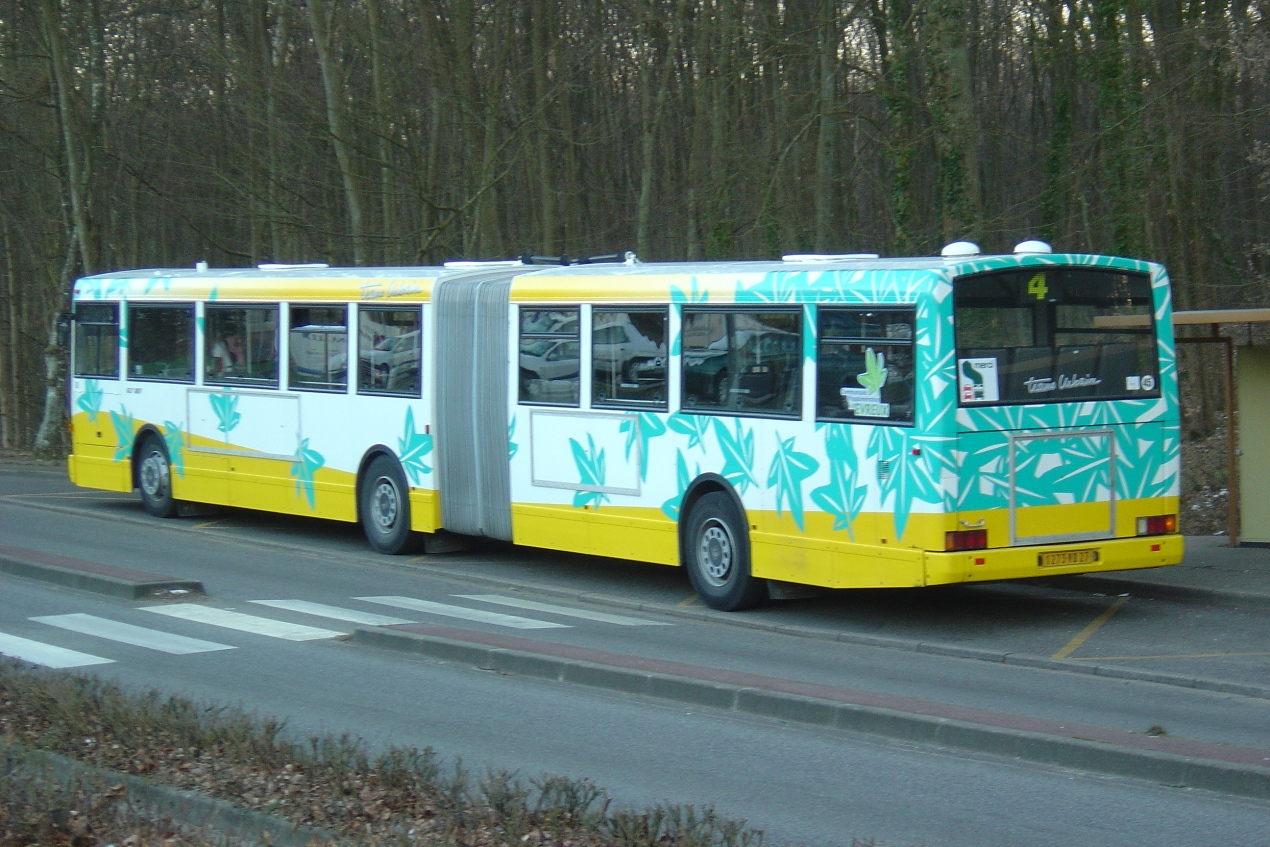
Heuliez GX 187
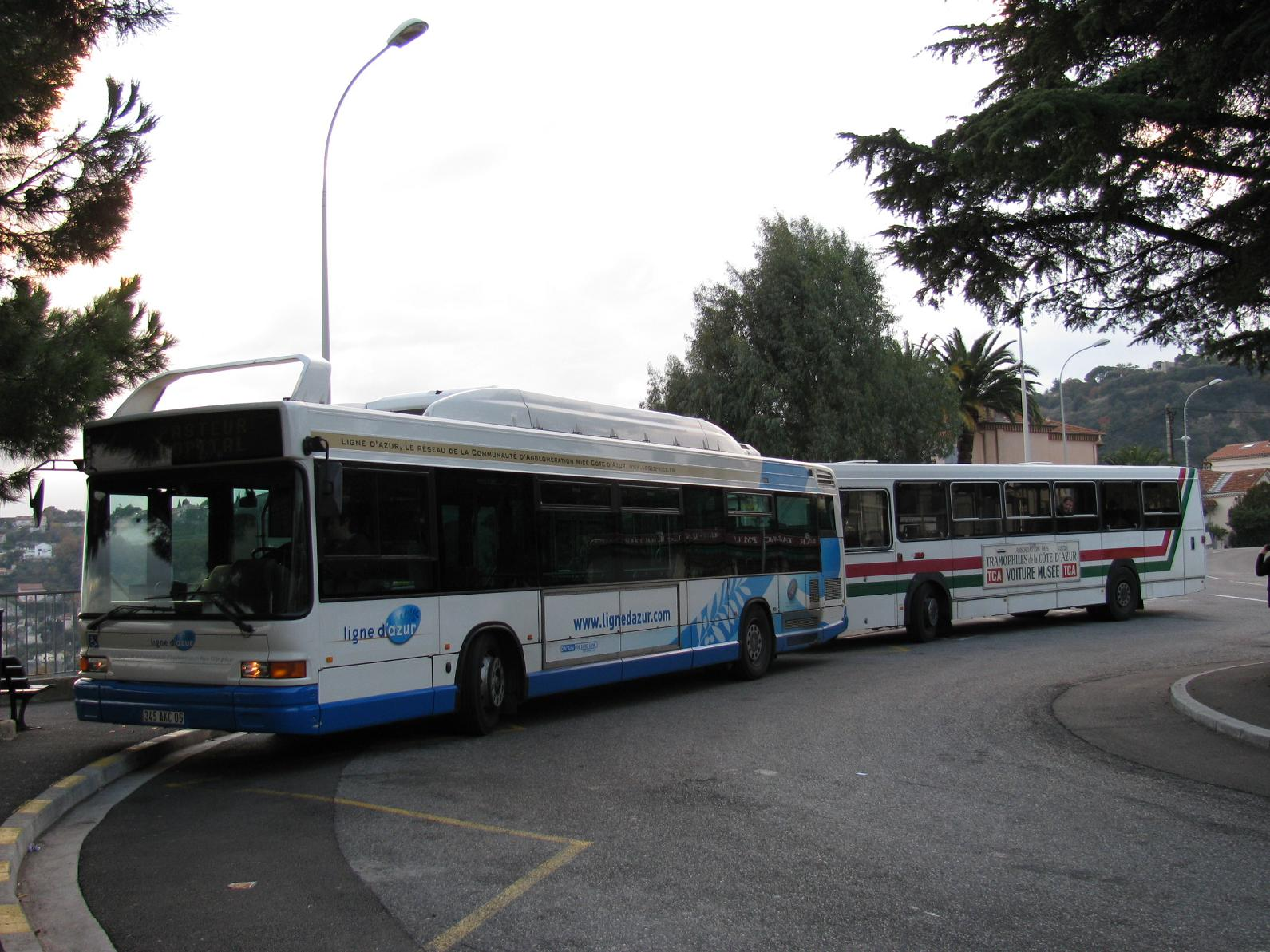
Heuliez GX 217 CNG
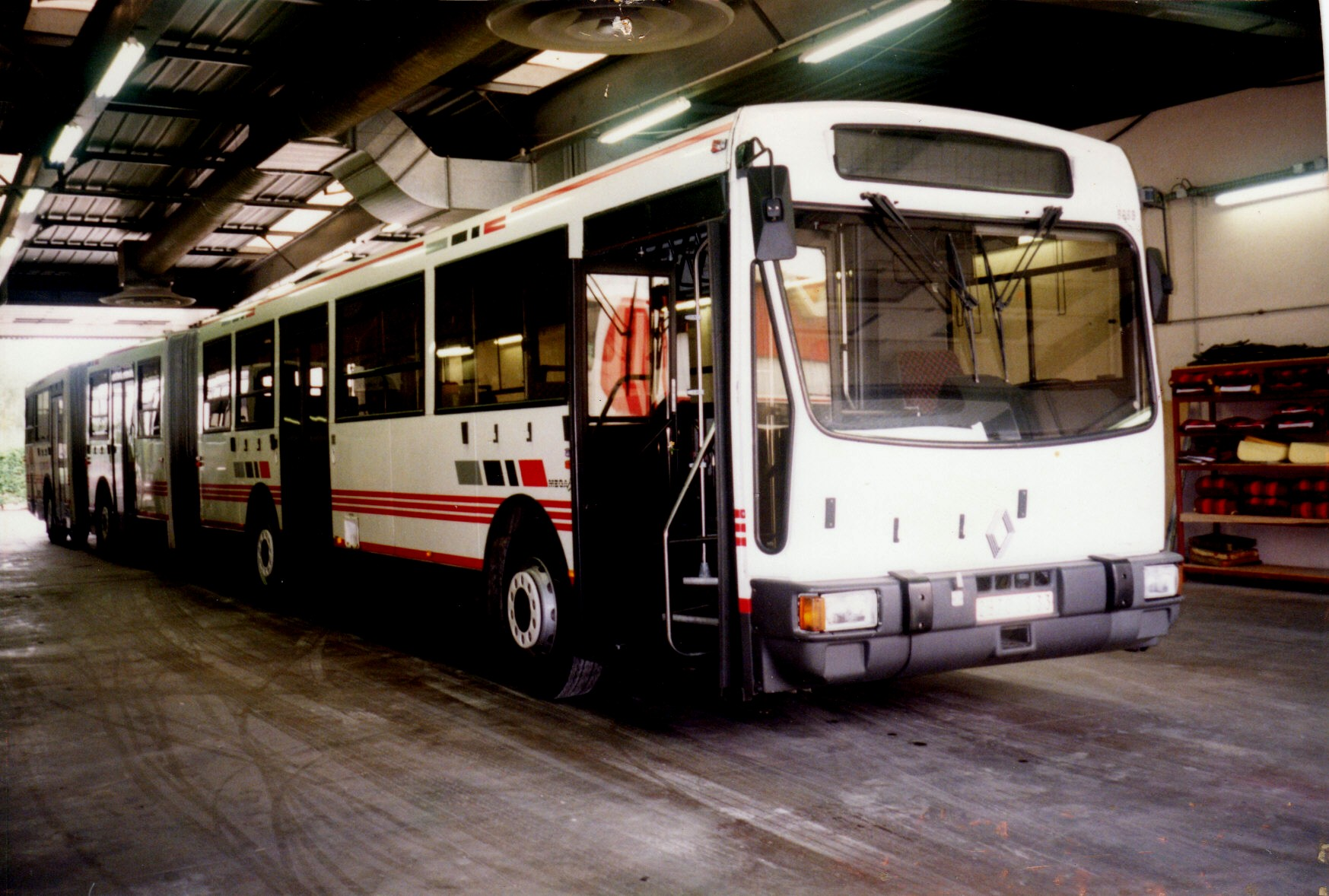
Renault Megabus (Heuliez GX 237)
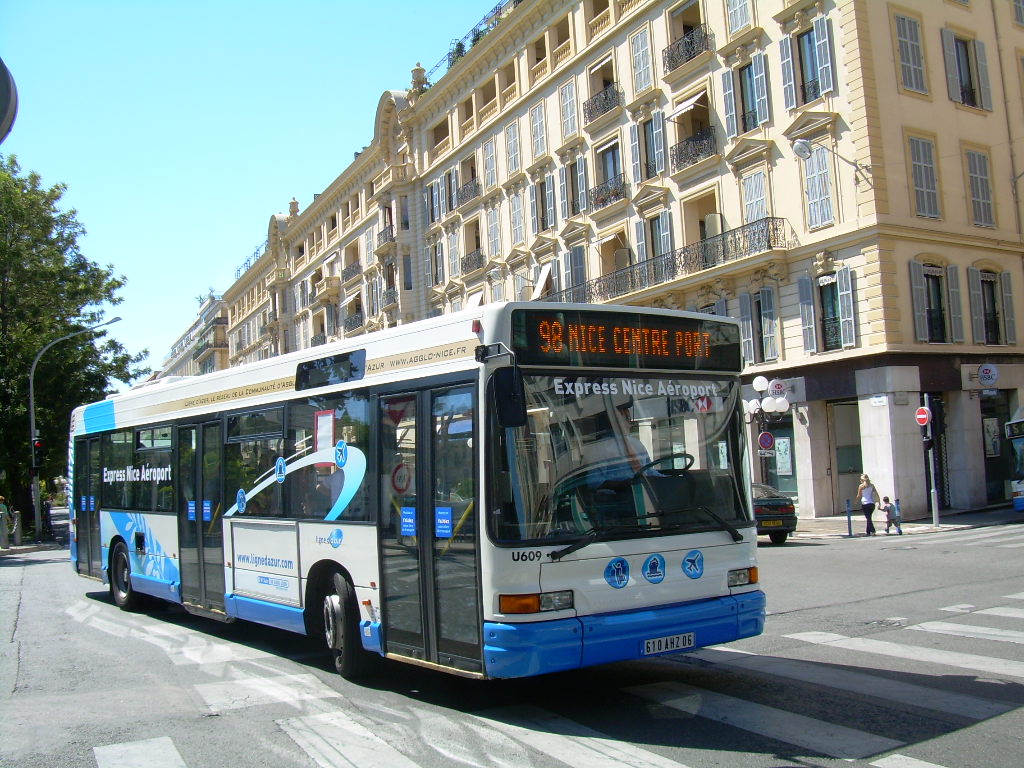
Heuliez GX 317
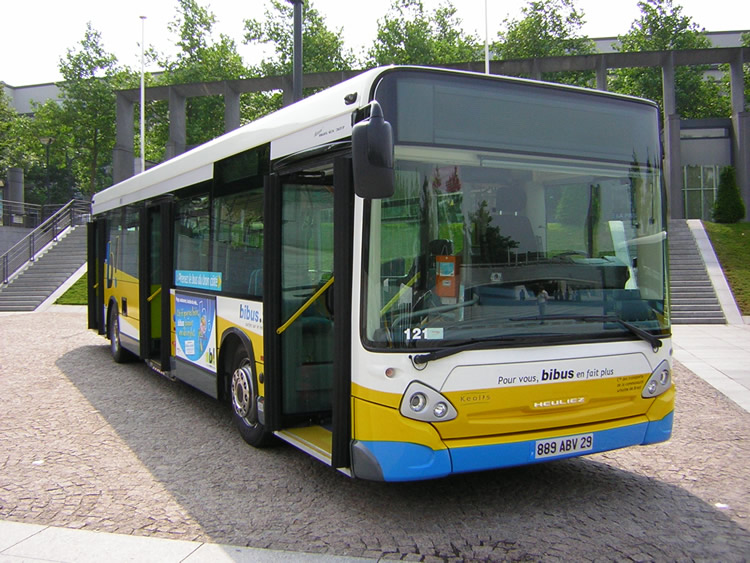
Heuliez GX 327
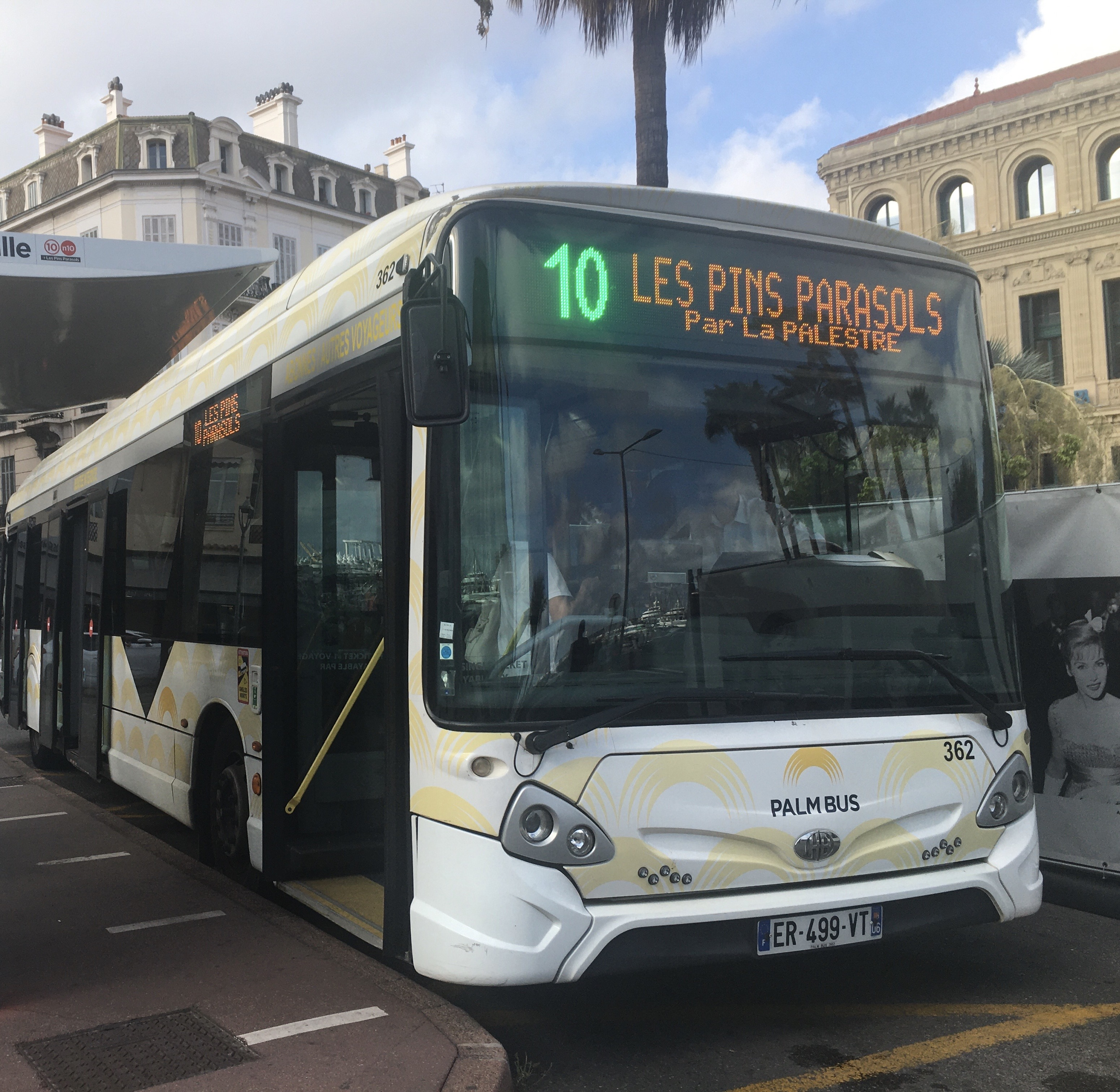
Heuliez GX 337
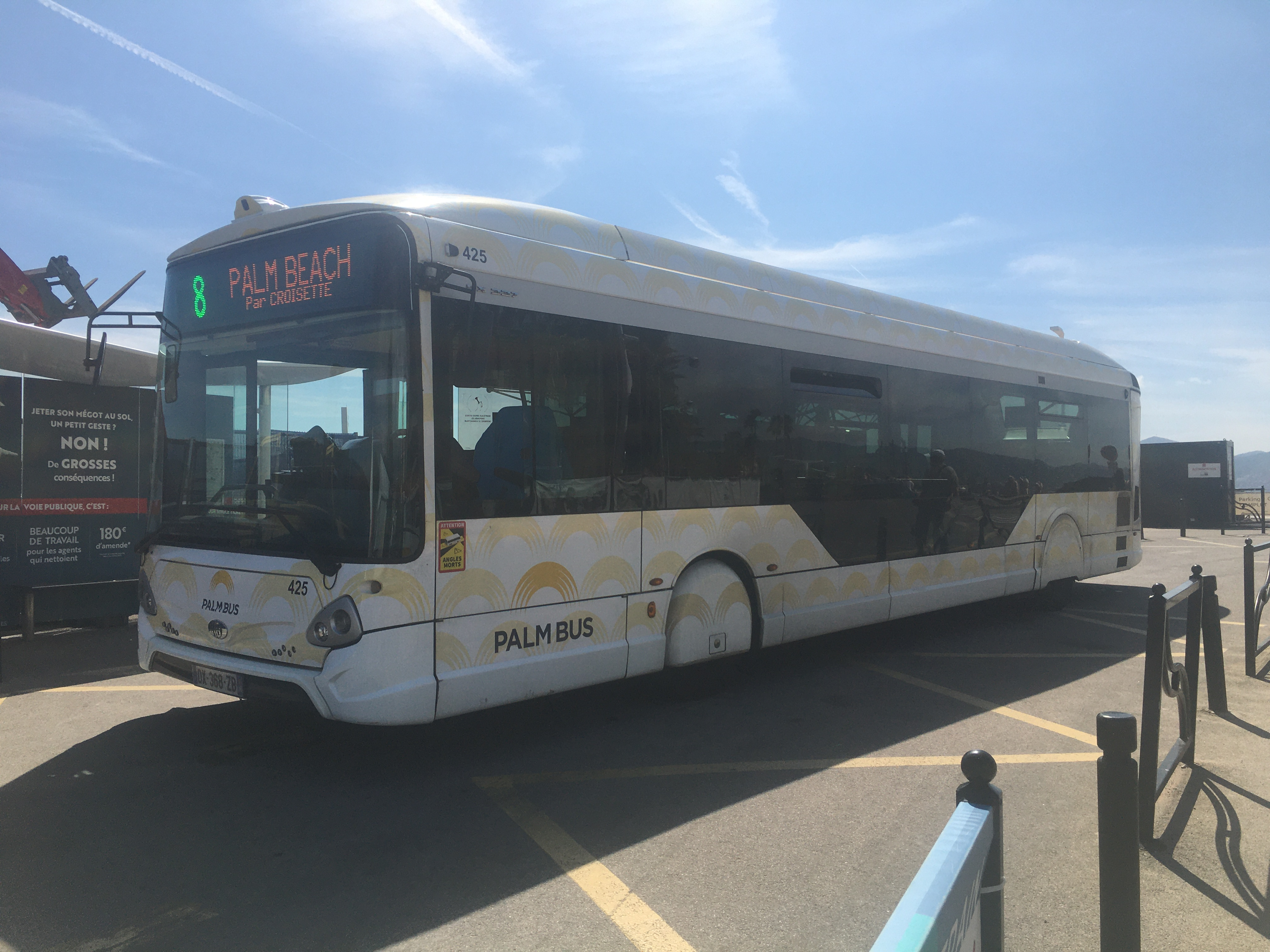
Heuliez GX 337 BHNS
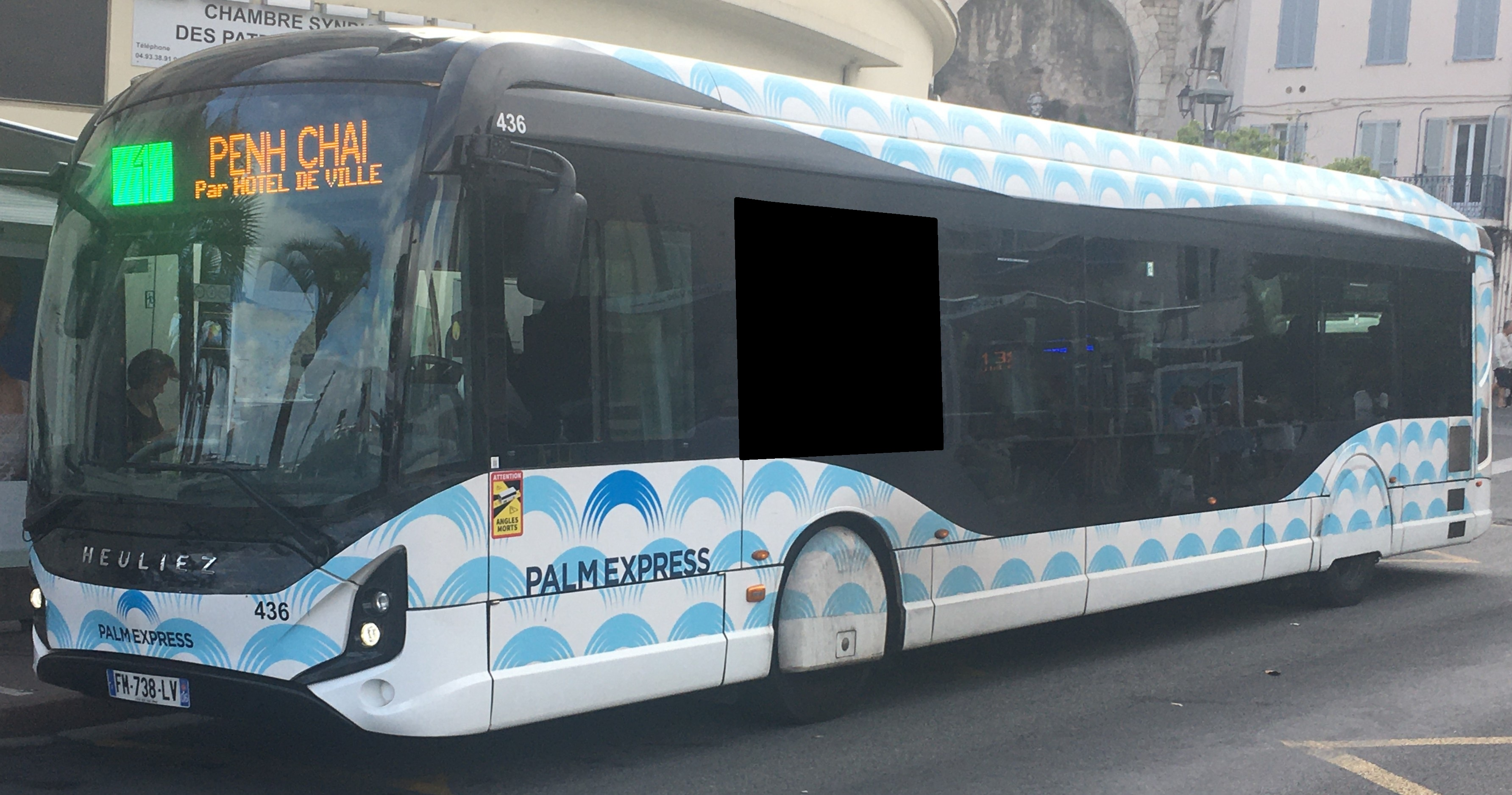
Heuliez GX 337 Linium
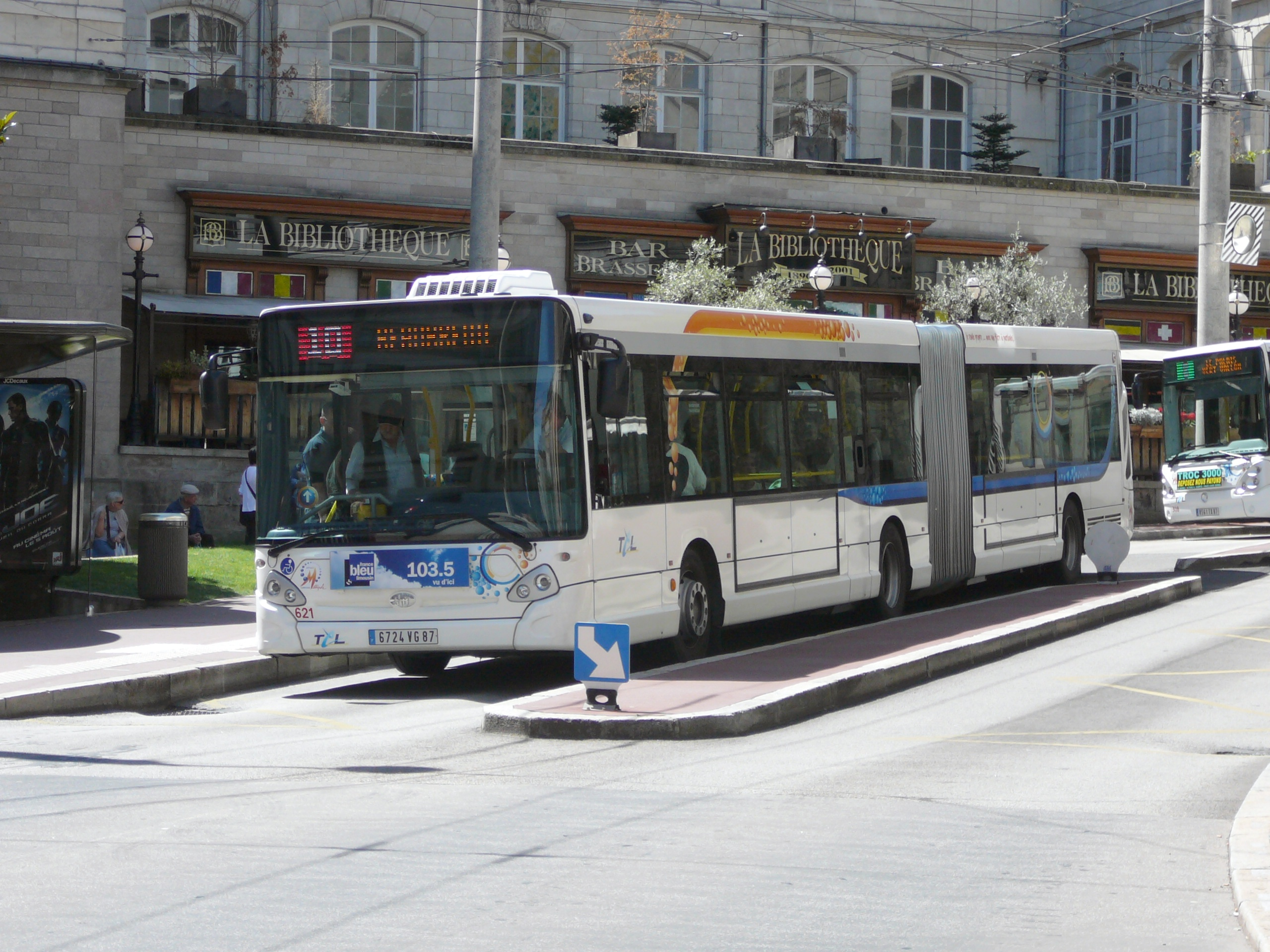
Heuliez GX 427
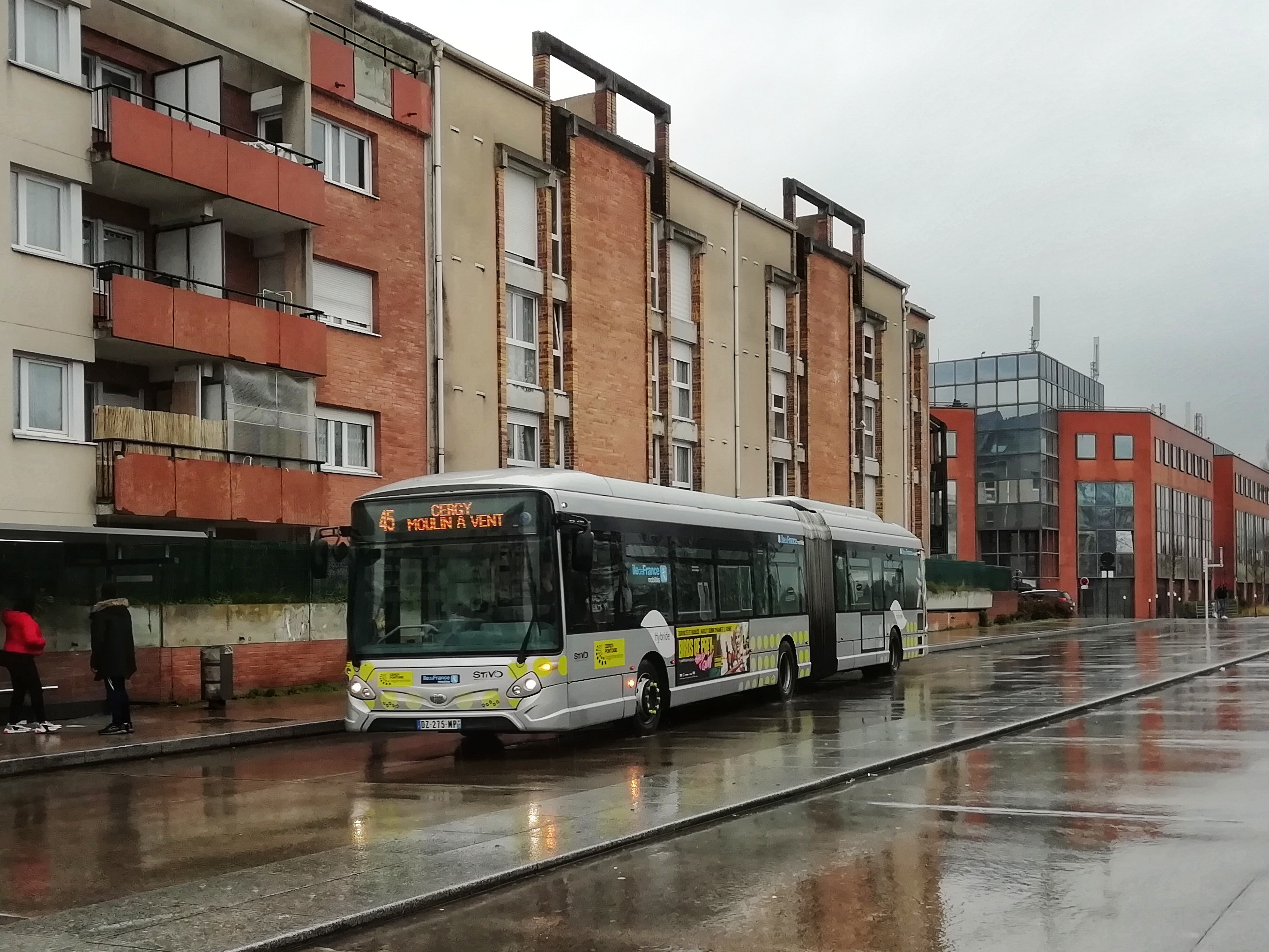
Heuliez GX 437
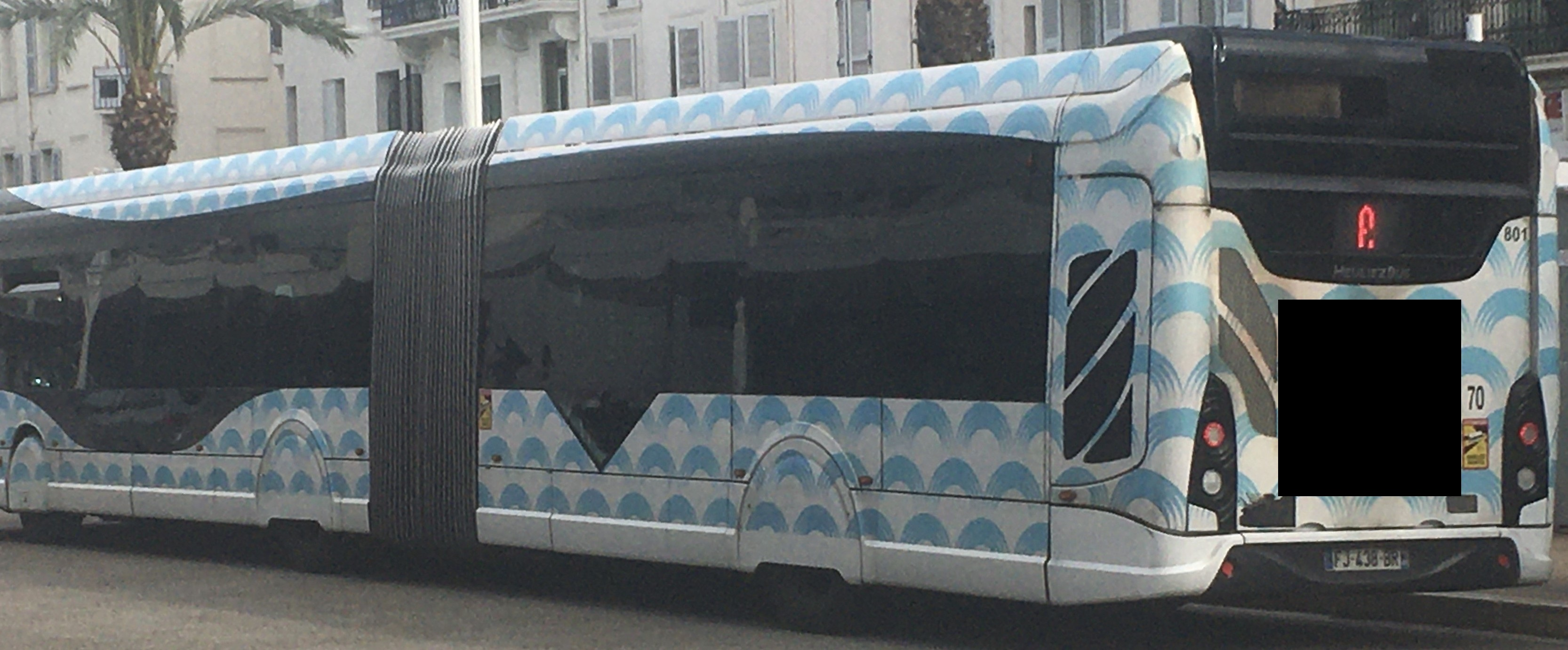
Heuliez GX 437 Linium
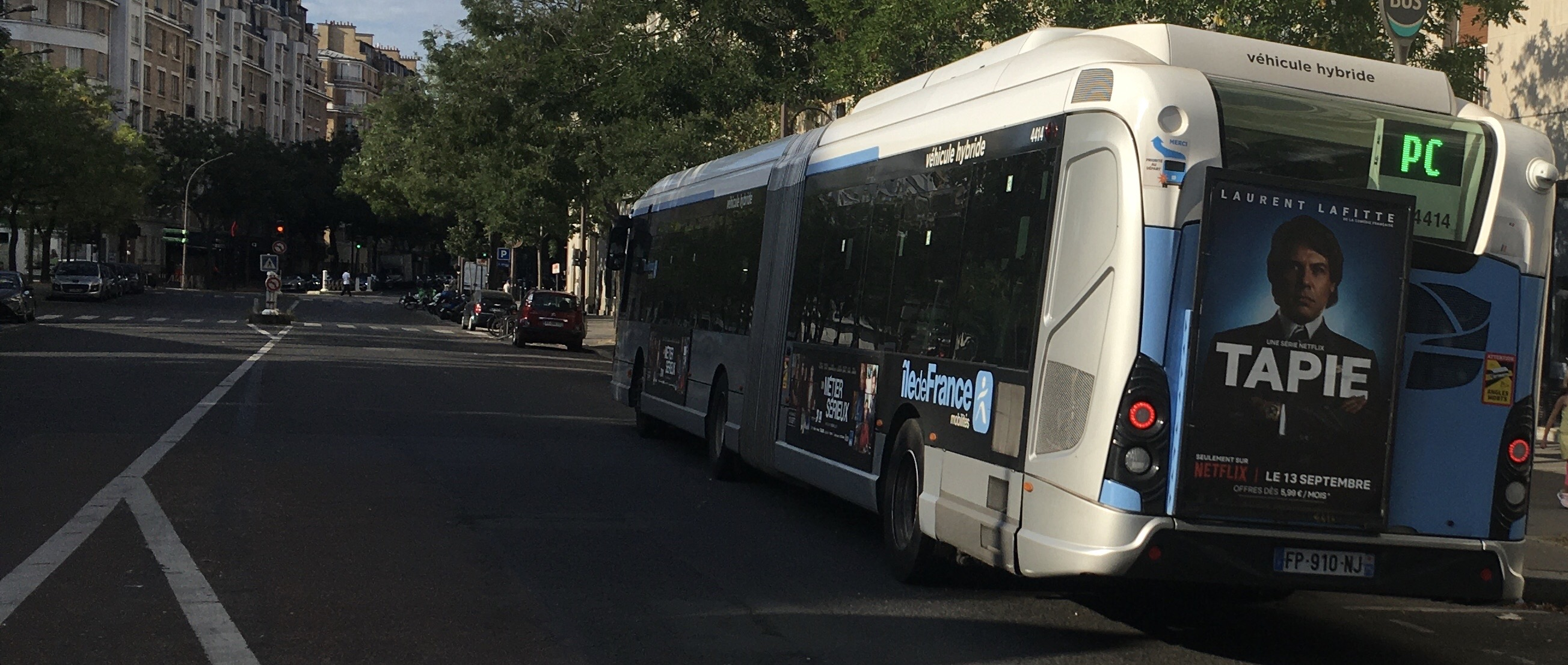
Heuliez GX 437 HYB (Paris)